# برگ (نیدرزاکسن)
برگ (به آلمانی: Berge) یک شهر در آلمان است که در Osnabrück واقع شده‌است. برگ ۳٬۷۱۵ نفر جمعیت دارد.